# Kars Vierwind
Kars Vierwind (Zevenaar, 22 januari 1993) is een Nederlands voormalig voetballer die als middenvelder speelde.

## Carrière
Kars Vierwind speelde in de jeugd van DVV Duiven en De Graafschap. Bij De Graafschap zat hij twee wedstrijden op de bank bij het eerste elftal, maar kwam hier niet in actie. In 2015 verkaste hij naar FC Oss, waar hij op 15 januari 2016 zijn professionele debuut maakte in de uitwedstrijd tegen FC Emmen (0-2). Hij kwam in de laatste minuut in het veld voor Istvan Bakx. In 2017 vertrok hij naar FC Lienden, waar hij een half jaar speelde, waarna hij naar AZSV vertrok. Medio 2021 stopte hij.

### Statistieken
| Seizoen                    | Club             | Land           | Competitie     | Competitie | Competitie | Beker | Beker | Totaal | Totaal |
| Seizoen                    | Club             | Land           | Competitie     | Wed.       | Dlp.       | Wed.  | Dlp.  | Wed.   | Dlp.   |
| -------------------------- | ---------------- | -------------- | -------------- | ---------- | ---------- | ----- | ----- | ------ | ------ |
| 2013/14                    | BV De Graafschap | Nederland      | Eerste divisie | 0          | 0          | 0     | 0     | 0      | 0      |
| 2014/15                    | BV De Graafschap | Nederland      | Eerste divisie | 0          | 0          | 0     | 0     | 0      | 0      |
| 2015/16                    | FC Oss           | Nederland      | Eerste divisie | 3          | 0          | 0     | 0     | 3      | 0      |
| 2016/17                    | FC Oss           | Nederland      | Eerste divisie | 0          | 0          | 0     | 0     | 0      | 0      |
| 2016/17                    | FC Lienden       | Nederland      | Tweede divisie | 8          | 0          | 0     | 0     | 8      | 0      |
| Carrièretotaal             | Carrièretotaal   | Carrièretotaal | Carrièretotaal | 11         | 0          | 0     | 0     | 11     | 0      |
| Bijgewerkt op 17 juli 2018 |                  |                |                |            |            |       |       |        |        |